# Десмідіальні
Desmidiales (десмідієві водорості) — порядок зелених водоростей, що охоплює близько 40 родів і 5000, чи 6000 видів. Зустрічаються в основному, але не виключно у прісній воді. Більшість з них є одноклітинні і розділені на два відсіки. Desmidiales мають різні високо симетричні і в цілому привабливі форми, які слугують основою для їх класифікації. Кожен відсік має один хлоропласт і не має джгутиків. Статеве розмноження відбувається через процес кон'югації, і серед Zygnematales. Ці дві групи тісно пов'язані між собою і можуть бути об'єднані як відділ Gamophyta. Desmidiales іноді розглядають як представників Zygnematales, але частіше відносять до окремого порядку Desmidiales.
Desmidiales володіють характерними кристалами сульфату барію на кожному кінці клітини, які демонструють безперервний броунівський тип руху.

## Систематика
Порядок Desmidiales Round (1971) — десмідієві Desmidiales (Placodermae) Round (1971) Brit.Phycol., 1,6, p. 253—264 (= Desmidiaceae Ralfs 1848; Placodermae -Desmidiaceae Lutkemuller 1898 exslus. Spirotaeniae, Gonatozygae; Desmidiaceae Oltmans 1904, exslus, Mesotaeniaceae; Desmidiaceae West 1916 inclus Saccodermae Lutkemuller)
Порядок десмідієвих поділяють на 2 підпорядки й 4 родини:
- Підпорядок: Archidesmidinae
- Родини: Gonatozygaceae,  Peniaceae, Closteriaceae
- Підорядок Desmidiinae
- Родини: Desmidiaceae